# باوند ولاية كارولينا الشمالية
الجنيه الإسترليني (الرمز: £) هو عملة ولاية كارولينا الشمالية حتى عام 1793. في البداية، حصل تداول العملة المعدنية الإسترليني، واستكملت من عام 1709 بإدخال العملة الاستعمارية المقومة بالجنيه الإسترليني والشلن والبنس في عام 1712. كانت قيمة عملة ولاية كارولينا الشمالية أقل من الجنيه الإسترليني، حيث كان تصنيف شلن كارولينا الشمالية الواحد = 9 بنسات إسترلينية (أو جنيه كارولينا الشمالية الواحد مقابل 15 شلنًا إسترلينيًا). عُرف أول إصدار من النقود الورقية باسم "عملة تينور القديمة". في عام 1748، قُدمت النقود الورقية "تينور الجديدة"، بقيمة مرات ملاحظات Old Tenor.

أصدرت ولاية كارولاينا الشمالية عملة قارية مقومة بالجنيه الإسترليني والدولار الإسباني، وفقًا لتصنيف يورك، حيث يساوي الدولار الأمريكي 8 شلنات. واستُبدلت العملة القارية بالدولار الأمريكي بسعر صرف 1000 دولار قاري.